# Aleksandr Osminin
Aleksandr Petrovič Osminin (in russo Алекс́андр Петр́ович Осм́инин?; 19 novembre 1981) è un pianista russo.

## Biografia
Dal 1987 al 1997 ha studiato pianoforte presso la scuola di musica. Ma il suo interesse per la musica ed il suo talento pianistico sono venuti fuori in età molto precoce (1985). Il suo primo maestro fu I. V. Antypko. Dal 1997 al 2000 ha studiato nel College Musicale presso il Conservatorio “Čajkovskij” di Mosca. Si è laureato in pianoforte dal Conservatorio Statale di Mosca "P. I. Čajkovskij" nel 2005, dalla classe di Ėliso Virsaladze – una tra le più famose pianiste. Dal 2005 al 2008 Osminin ha fatto il corso post laurea con Ėliso Virsaladze nello stesso Conservatorio.

### Tournée
Ha fatto una tournée per le città italiane, composta da più di dieci concerti. Si è esibito in Ucraina, Georgia, Azerbaigian, Kazakistan, USA, Giappone, Francia, Austria, Svezia, Norvegia, Germania, Svizzera, Portogallo, Romania, e per la Russia: in Mosca, San Pietroburgo, Krasnojarsk, Perm', Тogliatti, Irkutsk, Arcangelo, Murmansk, ... Come ha detto Osminin, tra tutte le sue esibizioni all'estero le più significative sono state due: alla Sala Cortot di Parigi e alla Gasteig di Monaco di Baviera.

### Repertorio
Il suo repertorio si estende dal periodo barocco alla musica contemporanea: dalle Sonate di Domenico Scarlatti (che erano la quintessenza dello stile barocco in musica) e le composizioni di Johann Sebastian Bach a Studi d'esecuzione trascendentale di Franz Liszt. Comprende opere di Wolfgang Amadeus Mozart, Ludwig van Beethoven, Fryderyk Chopin, Franz Schubert, Robert Schumann, Johannes Brahms, Franz Liszt, Modest Musorgskij, Čajkovskij, Prokof'ev e Rachmaninov ecc.

## Competizione
Osminin ha vinto molte competizioni internazionali:
- Il 12º Concorso internazionale Luciano Gante a Pordenone, Italia (1º premio, 2008)
- Finalista al 31º Concorso Vittorio Gui di musica da camera a Firenze - Concorso Internazionale per Complessi da Camera Città di Firenze[12] (finalista insieme a F. Belugin, 2008)
- Il premio Carl Filtsch[13] Romania, Sibiu (1º premio, 2010)
- Il concorso a Napoli (secondo premio, 2008)[14]
- Il 5º Concorso internazionale Svedese per Duo[15] (1º premio insieme a F. Belugin)[16]
- Il Concorso Pianistico Internazionale Richter a Mosca[17][18]
- Il premio del pubblico al Terzo Concorso Pianistico Internazionale a Sendai (Giappone)
- Il Secondo Concorso Pianistico Internazionale a Tbilisi (Georgia) (semi-finalista, 2001)

## Festival
Oltre ai concorsi, Osminin ha partecipato a numerosi festival internazionali:
- Animato a Parigi[19][20]
- Julita Festival in Svezia[21]
- Festival di Musica Classica a Porto (Portogallo)
- Festival di Tarusa Richter[22]
- Festival dedicato alla memoria di Oleg Kagan a Mosca[23][24]

## Orchestra e la musica da camera
Osminin collabora anche con alcune orchestre. Nel 2005, 2006, 2007 ha tenuto concerti nella Sala Grande del Conservatorio “Čajkovskij” di Mosca con l'Orchestra “La Russia Nuova” diretta da Jurij Bašmet.
Un'altra caratteristica importante della sua attività è la musica da camera. Osminin suona spesso in diverse formazioni cameristiche, collaborando con Natalija Gutman, Ėliso Virsaladze, Alexandr Buzlov, Andrey Baranov, Eugenio Petrov.
Ha collaborato con il celebre violista Fëdor Belugin per molti anni. Hanno inciso un CD di composizioni di C. Franck, R. Schumann e J. Brahms.
Osminin collabora con l'orchestra “Musicaeterna”. Tiene la carriera pedagogica, fa insegnante al dipartimento di viola al Conservatorio “Čajkovskij” di Mosca.